# Morpho pseudodickseei
Morpho pseudodickseei är en fjärilsart som beskrevs av Le Moult 1931. Morpho pseudodickseei ingår i släktet Morpho och familjen praktfjärilar. Inga underarter finns listade i Catalogue of Life.